# Нілам (газове родовище)
Нілам — газове родовище, розташоване в нафтогазоносному басейні Кутай в ліцензійному блоці Санга-Санга на території дельти річки Махакам (острів Калімантан, Індонезія), за 20 км на схід від міста Самаринда.
Родовище виявлене в 1974 році американською компанією Huffington (після входження в капітал китайської СРС перейменована на VICO), що здійснює розробку ліцензійної території Санга-Санга. Структура родовища дуже складна — більше 1000 покладів, третина з яких не перевищує в розмірі 30 млн м³.
Розробка родовища почалась у 1983 році. Для транспортування продукції спорудили газопровід діаметром 1050 мм до заводу із виробництва зрідженого природного газу Бонтанг, лінії C та D якого споруджувались з розрахунку саме на газ Ніламу. У ході розробки пробурено більше 190 свердловин. Відзначається, що роботи значно ускладнювались розташуванням родовища в болотистій дельті багатоводної річки.
Видобувні запаси Нілам оцінюються в понад 140 млрд м³. Станом на 2015 рік накопичений видобуток склав 85 млрд м³.